# 中川麦茶
中川 麦茶（なかがわ むぎちゃ、1988年12月29日 - ）は、日本のプロボクサー。滋賀県長浜市出身。ミツキボクシングジム所属。現WBOオリエンタルフェザー級王者。
弟は元日本バンタム級ユース王者の中川抹茶。

## 来歴
2009年2月25日、ワタナベボクシングジム所属選手として本名夕輝とバンタム級4回戦を行い、初回1分4秒TKO勝ちを収めデビュー戦を白星で飾った。
2009年5月29日、後楽園ホールで佐竹憂樹とバンタム級4回戦を行い、3回2分44秒KO勝ちを収めた。
2009年11月30日、後楽園ホールで中川とんことバンタム級4回戦を行い、4回3-0（39-37、40-37、39-38）の判定勝ちを収めた。
2010年3月30日、第67回東日本新人王トーナメントバンタム級部門予選で木村基と対戦し、初回2分28秒KO勝ちを収めた。
2010年7月29日、第67回東日本新人王トーナメントバンタム級部門予選で堤英治と対戦し、プロ初黒星となる4回0-2（37-39、38-39、38-38）の判定負けを喫し東日本新人王トーナメントを予選敗退で終えた。
2010年12月24日、シーサケート県でヨーチャンチャイ・ナコンルアンプロモーションとノンタイトル6回戦を行い、5回TKO負けを喫した。
2013年7月3日、後楽園ホールで日本バンタム級8位の高橋竜也とバンタム級8回戦を行い、8回1-1（76-75、75-76、76-76）の判定で引き分けた。
2013年11月5日、DANGANスペシャルA級トーナメントバンタム級部門準決勝で藤原陽介と対戦し、初回1分4秒TKO勝ちを収め決勝に進出した。
2014年1月17日、後楽園ホールで行われたDANGANスペシャルA級トーナメントバンタム級決勝で勅使河原弘晶と対戦する予定だったが勅使河原が棄権したため試合は中止となったものの、規定により中川が優勝した。
2014年3月17日、角海老宝石ボクシングジム所属選手として田部井要とバンタム級8回戦を行い、6回13秒TKO勝ちを収めた。
2014年4月4日、東日本ボクシング協会月間賞選考委員会は中川を2014年3月度の月間新鋭賞に選出した。
2014年6月9日、後楽園ホールでOPBF東洋太平洋バンタム級1位のモニコ・ラウレンテと119.5ポンド契約8回戦を行い、8回3-0（2者が77-75、77-76）の判定勝ちを収めた。
2014年11月28日、後楽園ホールで行われた「ザ･グレイテスト・ボクシングVol.20」で齋藤裕太とバンタム級8回戦を行い、8回3-0（2者が78-73、78-72）の判定勝ちを収めた。
2015年7月4日、第539回ダイナミックグローブで岡畑良治と55.0kg契約8回戦を行い、5回2分5秒TKO勝ちを収めた。
2015年10月21日、後楽園ホールで上岡泰とスーパーバンタム級8回戦を行い、8回2-1（2者が77-75、75-77）の判定勝ちを収めた。
2015年12月17日、後楽園ホールで琉球ダド・キャビントイとスーパーバンタム級8回戦を行い、8回3-0（3者とも80-72）の判定勝ちを収めた。
2016年5月4日、モール・オブ・アジア・アリーナでジョナサン・リガスと123ポンド契約6回戦を行い、6回2-0（59-55、59-56、57-57）の判定勝ちを収めた。
2016年12月6日、後楽園ホールで日本スーパーバンタム級9位の相馬圭吾とスーパーバンタム級8回戦を行い、8回1分31秒TKO勝ちを収めた。
2017年5月8日、後楽園ホールでトート・ペットプームジムとスーパーバンタム級8回戦を行い、2回2分10秒TKO勝ちを収めた。
2017年7月10日、後楽園ホールで行われた「A-sign.Bee5」でシワラット・サイトーンジムとフェザー級8回戦を行い、初回2分59秒TKO勝ちを収めた。
2017年11月4日、後楽園ホールで行われた「ダイナミックグローブ」で日本スーパーバンタム級2位の石本康隆と日本スーパーバンタム級最強挑戦者決定戦を行い、8回1-2（2者が77-76、76-77）の判定負けを喫し久我勇作への挑戦権獲得に失敗した。
2017年12月19日、後楽園ホールで行われた「SLUGFEST」でマークイル・サルバーニャとスーパーバンタム級8回戦を行い、4回1分4秒KO勝ちを収めた。
2018年1月11日、リングネームを中川麦茶に変更した。
2018年5月19日、フィリピン、エロルデスポーツセンターで世界戦経験のあるリッキー・マヌフォーとWBA東アジアスーパーバンタム級王座決定戦を行い、8回1分47秒TKO勝ちを収めJBC未承認ながら王座獲得に成功した。
2018年10月12日、後楽園ホールで日本スーパーバンタム級2位の岡本ナオヤと日本スーパーバンタム級挑戦者決定戦を行い、7回2-0（67-67、67-66、67-65）負傷判定勝ちを収め、和氣慎吾への挑戦権を獲得した。
2019年1月12日、後楽園ホールで和氣慎吾の王座返上に伴い日本スーパーバンタム級2位の田村亮一と日本スーパーバンタム級王座を行い、10回0-3（93-97、91-99、91-99）の判定負けを喫し王座獲得に失敗した。
2019年5月31日、後楽園ホールで三浦仁と56.0キロ契約8回戦を行い、8回1-1（76-75、75-76、76-76）の判定で引き分けた。
2019年8月3日、フィリピン、エロルデスポーツセンターでアルビン・メデュラとABCOスーパーバンタム級王座決定戦を行い、8回0-3（3者とも75-77）の判定負けを喫し王座獲得に失敗した。
2020年9月26日付けで、引退を表明。
2022年4月2日、一力ジム所属で現役復帰し、後楽園ホールで赤穂亮とスーパーバンタム級8回戦を行い、8回0-3（73-79×2、75-77）の判定負け。
2022年7月8日、後楽園ホールで二瓶竜弥と56.5キロ8回戦を行い、8回0-3（73-79×2、75-77）の判定負けを喫した。
2022年10月22日、後楽園ホールで和氣慎吾とフェザー級8回戦を行い、4回29秒TKO勝ちを収めた。
2023年1月6日、エディオンアリーナ大阪で山下賢哉とフェザー級8回戦で対戦し、5回2分48秒TKO勝ちを収めた。2人は12月の対戦発表会見で中川が額をぶつけ、山下が首投げで中川を床に叩きつける乱闘騒ぎを起こしていた。
2023年6月6日、亀田興毅率いる3150FIGHTと契約した。
2024年2月22日、武居由樹が返上した東洋太平洋（OPBF）スーパーバンタム級王座決定戦を前WBOアジアパシフィック同級王者でOPBF東洋太平洋同級8位の中嶋一輝と行い、12回0-3（109-119、108-120×2）の判定負けを喫し王座獲得に失敗した。
2024年12月22日、堺市産業振興センターでチャトパヤック・スリスワと対戦し、8回3-0（80-72×3）の判定勝ちを収めた。
2025年3月30日、愛知県国際展示場ホールAでOPBFバンタム級14位のナワポン・カイカンハとスーパーバンタム級8回戦で対戦し、5回1分53秒TKOで下した。
2025年7月26日、タイ・バンコクでWBOオリエンタルフェザー級王者のキム・サンヨンと対戦し10回TKO勝ちで王座奪取に成功した。

## 人物
- 子供のころは両親が離婚するなど、貧しい生活を強いられた。その経験から、フィリピンのゴミの山で生活する子供のためのボランティア活動もしている[42]。
- 那須川天心のボクシングデビュー戦の対戦相手として立候補するも選ばれず。天心勝利後も続けて立候補している。

## 戦績
- プロボクシング: 45戦 31勝 (20KO) 11敗 3分

| 戦           | 日付           | 勝敗 | 時間     | 内容         | 対戦相手                                     | 国籍         | 備考                                                |
| ------------ | -------------- | ---- | -------- | ------------ | -------------------------------------------- | ------------ | --------------------------------------------------- |
| 1            | 2009年2月25日  | ☆    | 1R 1:04  | TKO          | 本名夕輝（石神井スポーツ）                   | 日本         | プロデビュー戦                                      |
| 2            | 2009年5月29日  | ☆    | 3R 2:44  | KO           | 佐竹憂樹（国際）                             | 日本         |                                                     |
| 3            | 2009年11月30日 | ☆    | 4R       | 判定 3-0     | 中川とんこ（渡嘉敷）                         | 日本         |                                                     |
| 4            | 2010年3月30日  | ☆    | 1R 2:28  | KO           | 木村基（横浜光）                             | 日本         | 第67回東日本新人王トーナメントバンタム級部門予選    |
| 5            | 2010年5月20日  | ☆    | 4R       | 判定 3-0     | 三澤聖英（熊谷コサカ）                       | 日本         | 第67回東日本新人王トーナメントバンタム級部門予選    |
| 6            | 2010年7月29日  | ★    | 4R       | 判定 0-2     | 堤英治（ワンツースポーツ）                   | 日本         | 第67回東日本新人王トーナメントバンタム級部門予選    |
| 7            | 2010年12月24日 | ★    | 5R       | KO           | ヨーチャンチャイ・ナコンルアンプロモーション | タイ         |                                                     |
| 8            | 2011年3月27日  | ☆    | 1R 2:12  | TKO          | 塩川勝久（トヤマ）                           | 日本         |                                                     |
| 9            | 2011年5月17日  | ☆    | 6R       | 判定 3-0     | 岡畑良治（セレス                             | 日本         |                                                     |
| 10           | 2011年10月26日 | ☆    | 3R 1:24  | TKO          | 宮本達矢（平仲ボクシングスクール）           | 日本         |                                                     |
| 11           | 2012年2月27日  | ☆    | 6R       | 判定 3-0     | 中川とん虎（渡嘉敷）                         | 日本         |                                                     |
| 12           | 2012年6月22日  | ★    | 8R       | 判定 1-2     | 大場浩平（真正）                             | 日本         |                                                     |
| 13           | 2012年9月1日   | ☆    | 6R 3:00  | TKO          | 池原龍次（帝拳）                             | 日本         |                                                     |
| 14           | 2012年10月31日 | ★    | 6R       | 判定 0-3     | ブレイロール・テラン                         | ベネズエラ   |                                                     |
| 15           | 2013年7月3日   | △    | 8R       | 判定 1-1     | 高橋竜也（ヤマグチ土浦）                     | 日本         |                                                     |
| 16           | 2013年11月5日  | ☆    | 1R 1:04  | KO           | 藤原陽介（ドリーム）                         | 日本         | DANGANスペシャルA級トーナメントバンタム級部門準決勝 |
| 17           | 2014年3月17日  | ☆    | 6R 0:13  | TKO          | 田部井要（宮田）                             | 日本         |                                                     |
| 18           | 2014年6月9日   | ☆    | 8R       | 判定 3-0     | モニコ・ラウレンテ                           | フィリピン   |                                                     |
| 19           | 2014年11月28日 | ☆    | 8R       | 判定 3-0     | 齊藤裕太（花形）                             | 日本         |                                                     |
| 20           | 2015年7月4日   | ☆    | 5R 2:05  | TKO          | 岡畑良治（セレス）                           | 日本         |                                                     |
| 21           | 2015年10月21日 | ☆    | 8R       | 判定 2-1     | 上岡泰（元気）                               | 日本         |                                                     |
| 22           | 2015年12月17日 | ☆    | 8R       | 判定 3-0     | 琉球ダドキャビントイ（琉球）                 | フィリピン   |                                                     |
| 23           | 2016年5月4日   | ☆    | 6R       | 判定 2-1     | ジョナサン・リガス                           | フィリピン   |                                                     |
| 24           | 2016年12月6日  | ☆    | 8R 1:35  | TKO          | 相馬圭吾（三迫）                             | 日本         |                                                     |
| 25           | 2017年5月8日   | ☆    | 2R 2:10  | TKO          | トートー・ペットプームジム                   | タイ         |                                                     |
| 26           | 2017年7月10日  | ☆    | 1R 2:59  | TKO          | シラワット・サイトーンジム                   | タイ         |                                                     |
| 27           | 2017年11月4日  | ★    | 8R       | 判定 1-2     | 石本康隆（帝拳）                             | 日本         | 日本タイトル最強挑戦者決定戦                        |
| 28           | 2017年12月19日 | ☆    | 4R 1:04  | KO           | マークイル・サルバーニャ                     | フィリピン   |                                                     |
| 29           | 2018年5月19日  | ☆    | 8R 1:47  | TKO          | リッキー・マヌフォー                         | インドネシア | WBA東アジアスーパーバンタム級王座決定戦             |
| 30           | 2018年10月12日 | ☆    | 7R 2:16  | 負傷判定 2-0 | 岡本ナオヤ（東拳）                           | 日本         | 日本スーパーバンタム級挑戦者決定戦                  |
| 31           | 2019年1月12日  | ★    | 10R      | 判定 0-3     | 田村亮一（JBS）                              | 日本         | 日本スーパーバンタム級王座決定戦                    |
| 32           | 2019年5月31日  | △    | 8R       | 判定 1-1     | 三浦仁（三迫)                                | 日本         |                                                     |
| 33           | 2019年8月3日   | ★    | 8R       | 判定 0-3     | アルビン・メデュラ                           | フィリピン   | ABCOスーパーバンタム級王座決定戦                    |
| 34           | 2022年4月2日   | ★    | 8R       | 判定 0-3     | 赤穂亮（横浜光）                             | 日本         |                                                     |
| 35           | 2022年7月8日   | ★    | 8R       | 判定 0-3     | 二瓶竜弥（DANGAN郡山）                       | 日本         |                                                     |
| 36           | 2022年10月22日 | ☆    | 4R 0:29  | TKO          | 和氣慎吾（FLARE山上）                        | 日本         |                                                     |
| 37           | 2023年1月6日   | ☆    | 5R 2:48  | TKO          | 山下賢哉（JBスポーツ)                        | 日本         |                                                     |
| 38           | 2023年4月16日  | ☆    | 5R 1:34  | TKO          | ロビン・ラングレス                           | フィリピン   |                                                     |
| 39           | 2023年8月11日  | △    | 8R       | 判定 1-1     | 亀田京之介（ハラダ）                         | 日本         |                                                     |
| 40           | 2023年9月25日  | ☆    | 3R 0:50  | TKO          | ワンチャイ・プーラン                         | タイ         |                                                     |
| 41           | 2024年2月22日  | ★    | 12R      | 判定 0-3     | 中嶋一輝（大橋）                             | 日本         | OPBF東洋太平洋スーパーバンタム級王座決定戦          |
| 42           | 2024年7月28日  | ★    | 8R       | 判定 0-3     | 亀田京之介（TMK）                            | 日本         |                                                     |
| 43           | 2024年12月22日 | ☆    | 8R       | 判定 3-0     | チャトパヤック・スリスワ                     | タイ         |                                                     |
| 44           | 2025年3月30日  | ☆    | 5R 1:53  | TKO          | ナワポン・カイカンハ                         | タイ         |                                                     |
| 45           | 2025年7月26日  | ☆    | 10R 1:07 | TKO          | キム・サンヨン                               | 韓国         | WBOオリエンタルフェザー級王座決定戦                 |
| テンプレート |                |      |          |              |                                              |              |                                                     |

## 獲得タイトル
- DANGANスペシャルA級トーナメントバンタム級部門優勝
- WBA東アジアスーパーバンタム級王座
- WBOオリエンタルフェザー級王座